# Sama Hawa Camara
Sama Hawa Camara (ur. 22 grudnia 1994) – francuska judoczka. Startowała w Pucharze Świata w latach 2014–2018, 2022 i 2023. Złota medalistka mistrzostw Europy w drużynie w 2017. Wygrała uniwersjadę w 2015. Wygrała wojskowe MŚ w 2023. Druga na MŚ juniorów w 2014. Druga na ME juniorów w 2013 i trzecia w 2014. Mistrzyni Francji w 2015 roku.